# Naturschutzgebiet Kapellenstein

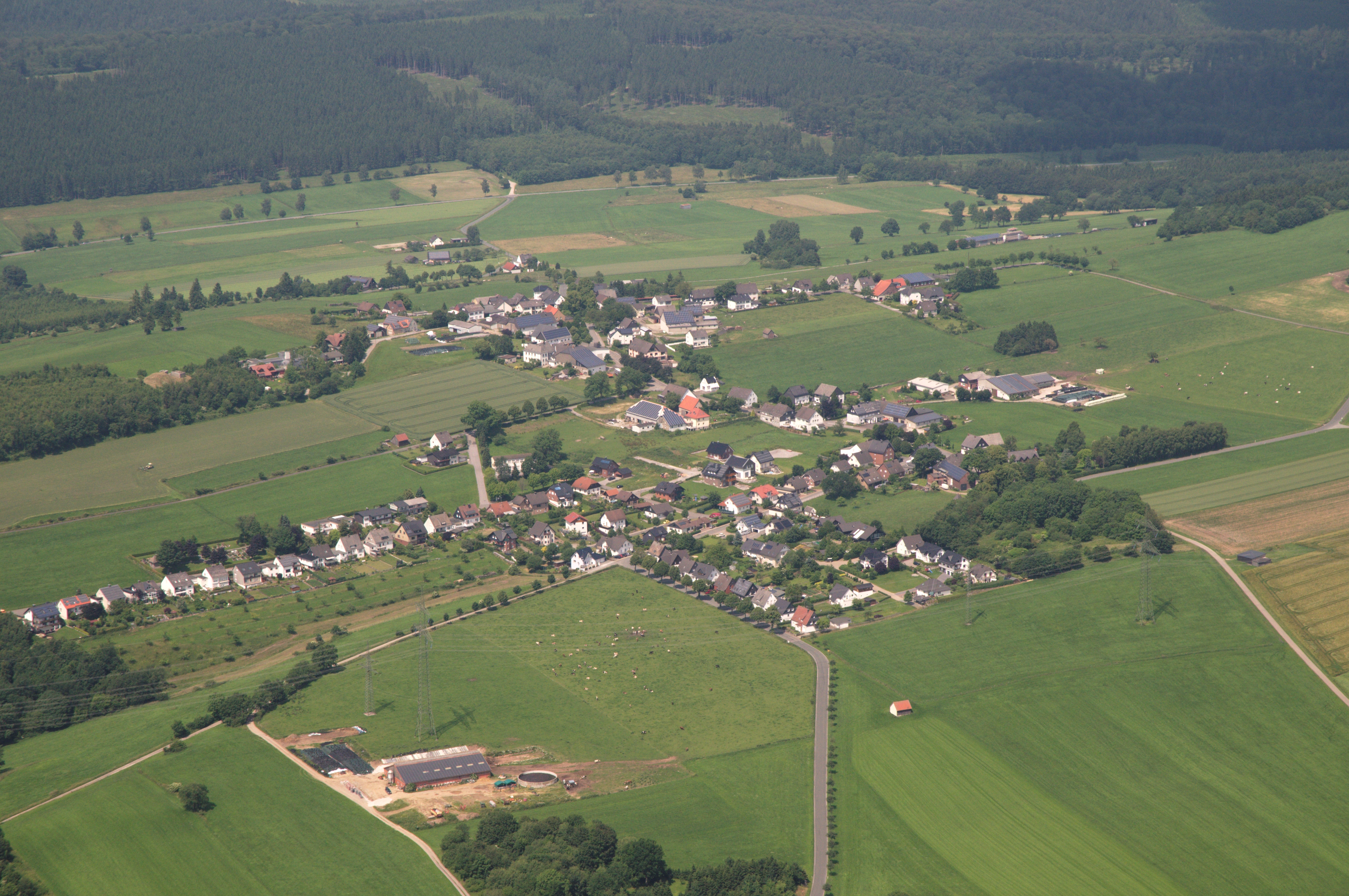
Naturschutzgebiets Kapellenstein rechts südlich vom Dorf

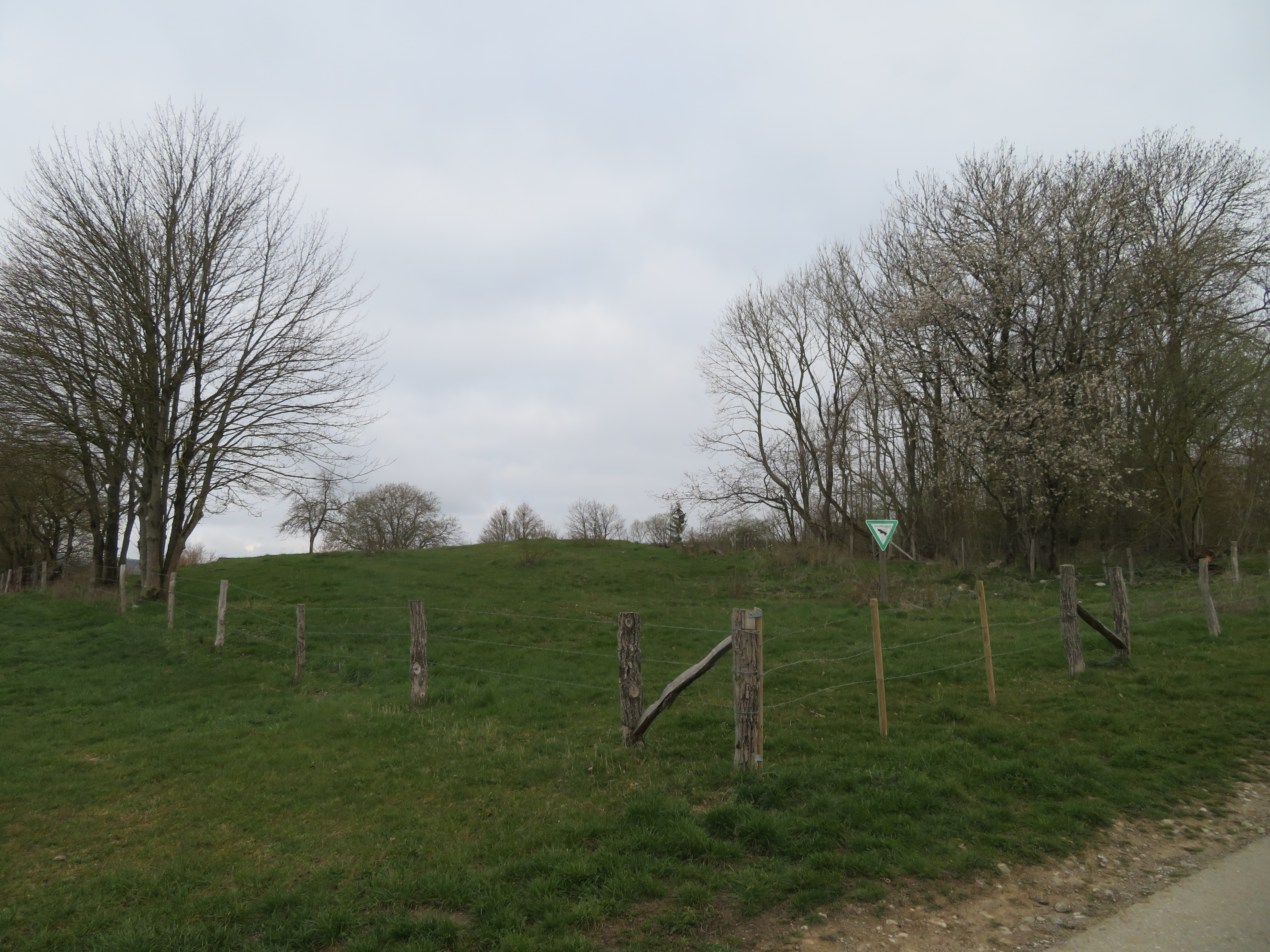
Naturschutzgebiet Kapellenstein von Südosten

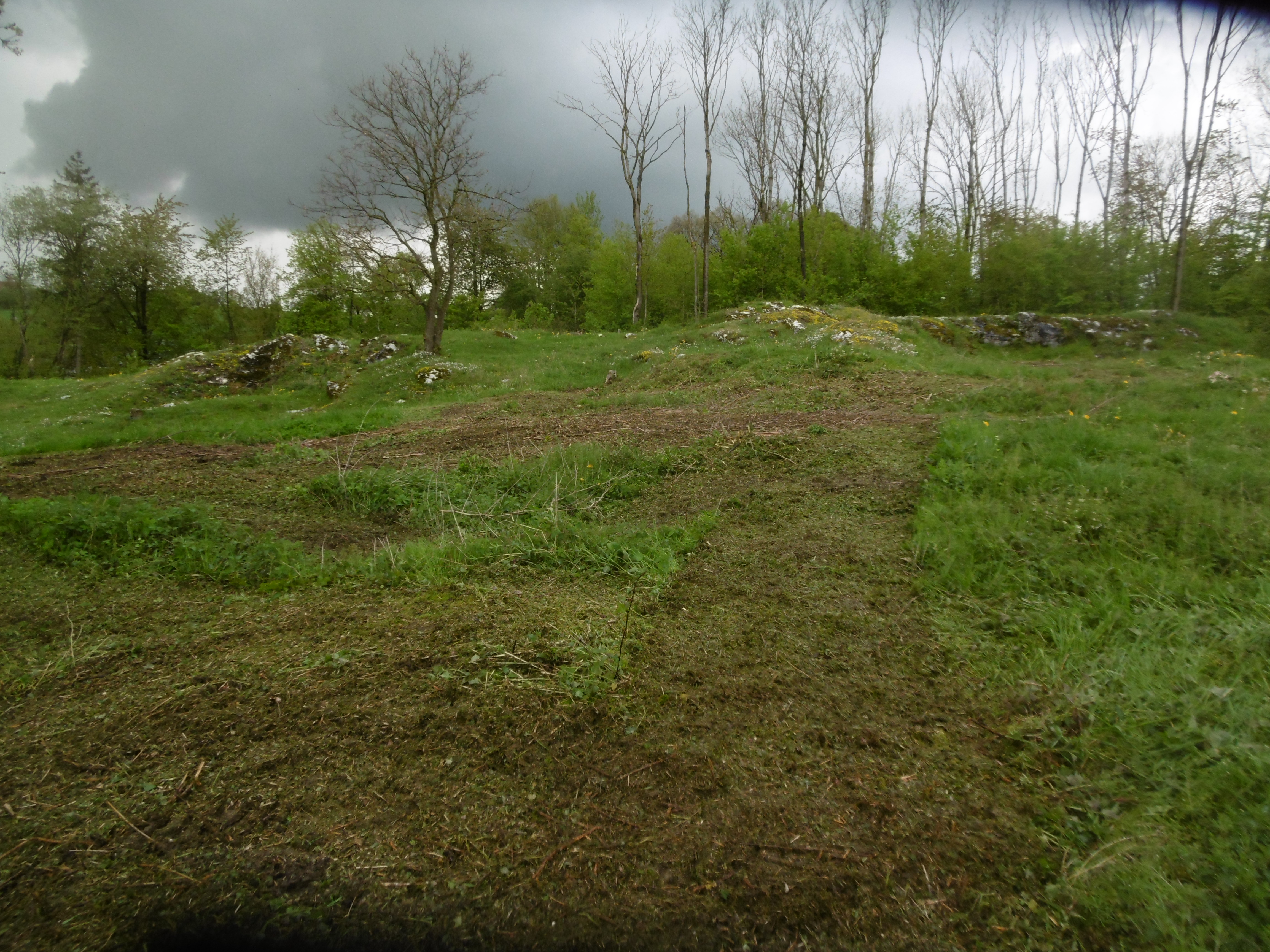
Offenland in Nordwestecke Kapellenstein

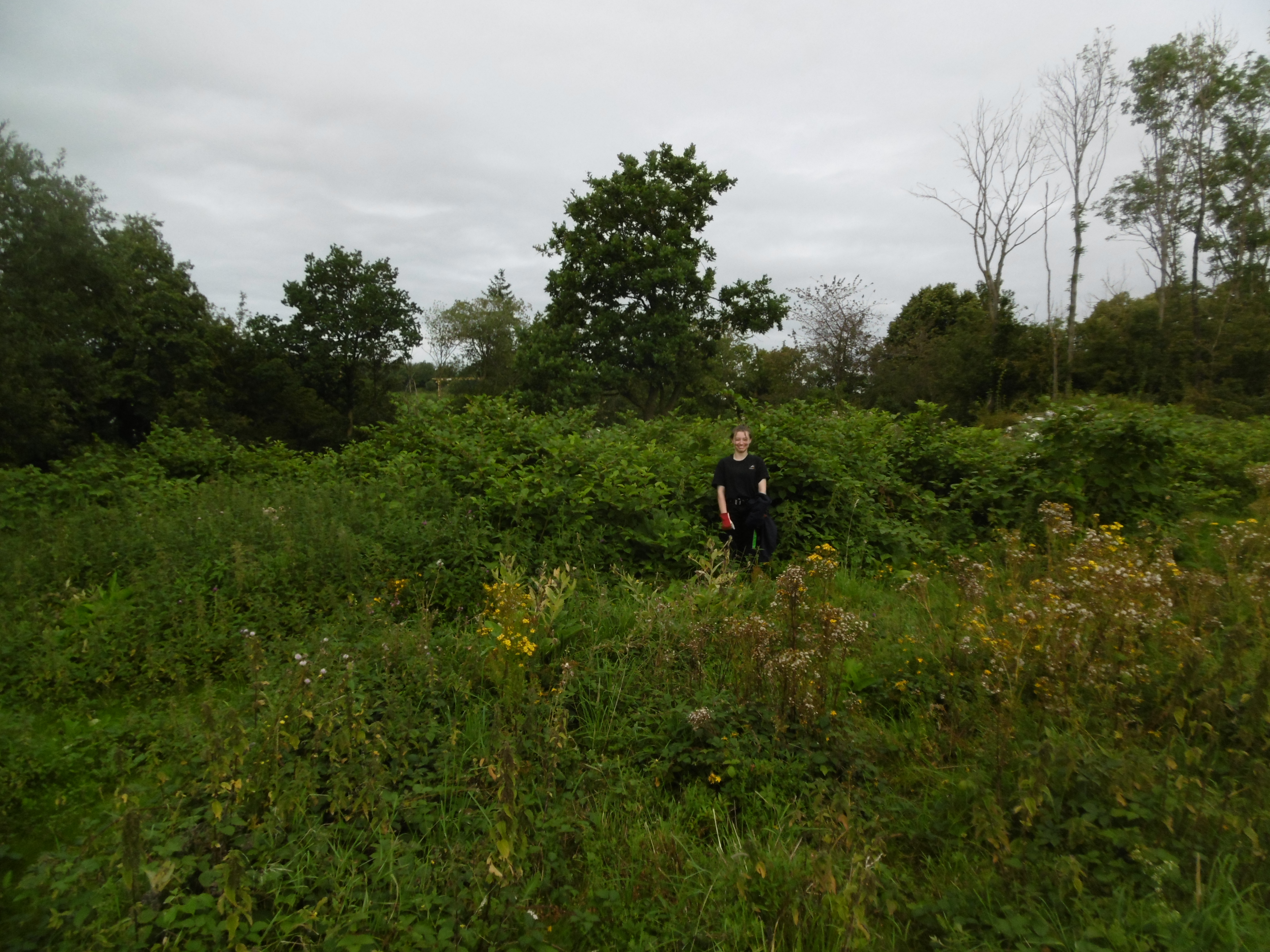
Japanischer Staudenknöterich auf Kapellenstein

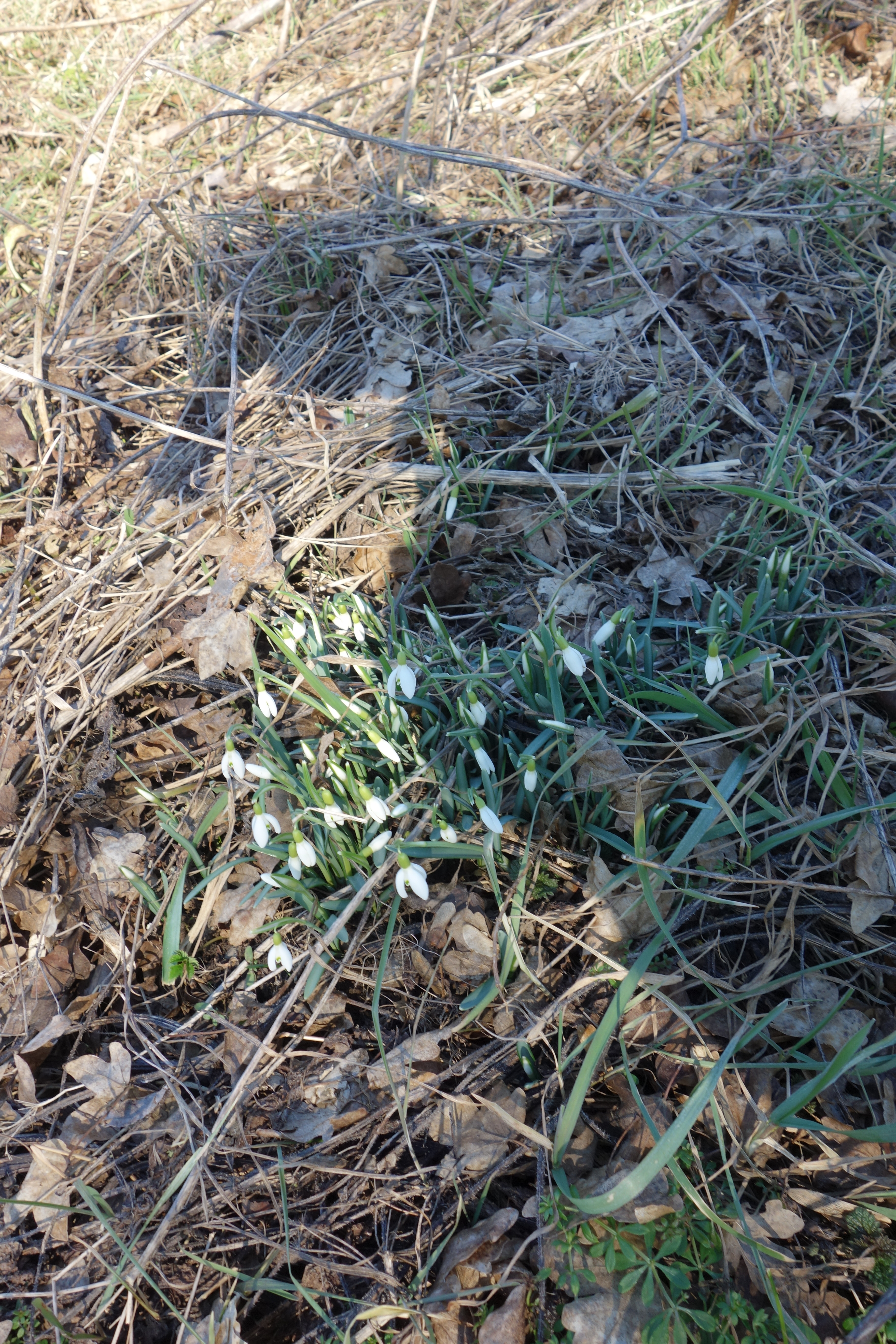
Märzenbecher im NSG

Das Naturschutzgebiet Kapellenstein mit einer Größe von 1,02 ha liegt am südlichen Dorfrand von Wülfte im Stadtgebiet von Brilon. Das Gebiet wurde 2008 mit dem Landschaftsplan Briloner Hochfläche durch den Hochsauerlandkreis als Naturschutzgebiet (NSG) ausgewiesen. Es ist eines von 31 Naturschutzgebieten in Brilon, die zur Gruppe der Kalkkuppen mit speziellen Verboten gehören.

## Gebietsbeschreibung
Beim NSG handelt es sich um die Bergkuppe Kapellenstein. An der Kuppe treten Felsen offen zu Tage. Es befinden sich Grünlandbereiche im NSG. Zum Grünland gehören auch Magerrasen. Im Norden und Nordosten steht ein Feldgehölz, das von Eschen, lokal auch Feldahorn dominiert wird. Mehrere weitere heimische Baumarten sind beigemischt. 
Es wurden durch das Landesamt für Natur, Umwelt und Verbraucherschutz Nordrhein-Westfalen Pflanzenarten wie Braunstieliger Streifenfarn, Breitblättriger Thymian, Echte Nelkenwurz, Echter Wiesenhafer, Echtes Johanniskraut, Echtes Labkraut, Frühlings-Fingerkraut, Gamander-Ehrenpreis, Gelbes Sonnenröschen, Gemeiner Beinwell, Gemeiner Odermennig, Große Fetthenne, Japanischer Staudenknöterich, Kleine Bibernelle, Kleiner Wiesenknopf, Kletten-Labkraut, Magerwiesen-Margerite, Mauerraute, Mittlerer Wegerich, Nickendes Leimkraut, Purgier-Lein, Quendelblättriges Sandkraut, Rainfarn, Rundblättrige Glockenblume, Schmalblättriges Weidenröschen, Skabiosen-Flockenblume, Spitz-Wegerich, Steinquendel, Tauben-Skabiose, Wald-Erdbeere, Wald-Habichtskraut, Wiesen-Flockenblume, Wiesen-Goldhafer, Wiesen-Platterbse, Wiesen-Schafgarbe und Wilde Möhre nachgewiesen.
Bis 2020 lag der Grünlandbereich längere Zeit brach. Von der Biologischen Station Hochsauerlandkreis wurden eine neue Zauntrasse freigestellt und weitere Gehölze entfernt. Größere Mengen Müll, Schrott und Gartenabfälle wurden entsorgt. 
Im NSG breitet sich die invasive Art Japanischer Staudenknöterich aus.

## Schutzzweck
Wie bei allen Naturschutzgebieten in Deutschland wurde in der Schutzausweisung darauf hingewiesen, dass das Gebiet „wegen der Seltenheit, besonderen Eigenart und Schönheit des Gebietes“ zum Naturschutzgebiet wurde. Der Landschaftsplan führt zum Schutzzweck auf: „Erhaltung und Optimierung einer kleinen, aber für den Arten- und Biotopschutz wertvollen und für das Briloner Kalkplateau typischen Kalkkuppe mit ihren Kleinstrukturen aus Halbtrocken- und Magerrasenrelikten, gehölzbestockter Felskuppe und Sukzessionsanteilen; Sicherung ihres Erscheinungsbildes aus landeskundlichen / erdgeschichtlichen Gründen, auch wegen der exponierten Ortsrandlage.“

## Verbote
Zu den normalen Verboten in Naturschutzgebieten kommen beim NSG Kapellenstein wie bei den anderen 30 Kalkkuppen zusätzliche Verbote hinzu. Es ist verboten, die Briloner Kalkkuppen zu düngen, zu walzen und zu schleppen. Es dürfen nicht mehr als zwei Großvieheinheiten pro Hektar gleichzeitig weiden. Ferner darf erst ab dem 1. Juli eines Jahres gemäht werden.